# Мадемуазель
Мадемуазель (фр. mademoiselle, дослівно моя маленька пані) — французька форма звертання до неодруженої дівчини чи дівчинки, а також гоноратив (слово, що додається до імені, прізвища або імені й прізвища при шанобливому згадуванні, наприклад, мадемуазель Жулі, мадемуазель Дюпон, або мадемуазель Жулі Дюпон). В українській мові відповідником є слово панна, в англійській міс.
Гоноратив мадмуазель поширився у деяких інших країнах, зокрема в дореволюційній Росії, а отже й в Україні. В українській мові слово мадмуазель не відмінюється, на відміну від французької, в якій воно має форму множини mesdemoiselles (звучить як медемуазель).
Історично як гоноратив вживалося слово демуазель, яке є спотворенням латинського domnicella — маленька пані, панночка, але з часом присвійний займенник ma (моя) злився зі словом демуазель в одне слово. В українській мові слово мадемуазель має іронічну форму мамзель.

## Сучасне вживання
В сучасній Франції, з розвитком феміністського руху, жінки критикували гоноратив, що визначає жінку через її шлюбний статус, і виступали за форму звертання мадам до усіх жінок. Тож у Франції з 2012 року слово mademoiselle заборонено вживати в офіційних документах. У повсякденному житті його вживають щодо дівчат шкільного віку. Дорослу жінку, особливо жінку з дітьми або жінку на офіційній посаді називають мадам, незалежно від того, чи вона одружена. Однак, жінку за прилавком магазину називають мадмуазель навіть тоді, коли вона одружена.
У Квебеку слово mademoiselle вживається тільки щодо дівчаток.